# Nueva Imperial (kommun)
Nueva Imperial är en kommun i Chile.   Den ligger i provinsen Provincia de Cautín och regionen Región de la Araucanía, i den södra delen av landet, 600 km söder om huvudstaden Santiago de Chile.
I omgivningarna runt Nueva Imperial växer huvudsakligen savannskog. Runt Nueva Imperial är det ganska glesbefolkat, med 25 invånare per kvadratkilometer.